# Bogucin (województwo lubelskie)
Bogucin – wieś w Polsce położona w województwie lubelskim, w powiecie lubelskim, w gminie Garbów.
Miejscowość jest położona w odległości 17 km od Lublina. Sąsiaduje z Garbowem, Karolinem, Leścami, Piotrowicami Wielkimi, Józefowem-Pociechą, Sługocinem, Wysokiem i Ługowem. W Bogucinie znajduje się węzeł "Jastków", będący przecięciem dawnego przebiegu drogi krajowej nr 12/17 (obecnie droga powiatowa) i drogi ekspresowej S12/S17.
Wieś stanowi sołectwo gminy Garbów. Według Narodowego Spisu Powszechnego z roku 2011 wieś liczyła 1076 mieszkańców.
Wierni Kościoła rzymskokatolickiego należą do parafii Przemienienia Pańskiego w Garbowie.

## Zabytki i miejsca pamięci
- Głaz upamiętniający pacyfikację wsi Bogucin w czasie II wojny światowej
- Pomnik żołnierzy Armii Krajowej
- Dworek, będący przykładem jednego z nurtów okresu międzywojennego

## Historia Bogucina[11][12]

### Bogucin do końca XVIII wieku
Pierwsza wzmianka o wsi Bogucin, w brzmieniu Boguczym, pojawiła się w 1398 r. Miejscowość należała wtedy do Szczekockich z możnowładczego rodu Odrowążów.
Pierwszym właścicielem wsi był Jan ze Szczekocin, uczestnik i dowódca walk z zakonem krzyżackim i jego sprzymierzeńcem Zygmuntem Luksemburskim – ówczesnym królem Czech i Węgier.
Za zasługi dla ojczyzny otrzymał on z rąk króla Władysława Jagiełły akt nadania ziem w Bogucinie, Garbowie i kilku miejscowościach wokół Wojciechowa.
W roku 1443, w wyniku działu rodzinnego, dobra zostały podzielone wśród jego spadkobierców. Majątek w Garbowie otrzymał Stanisław, a w Bogucinie jego brat Dobiesław, podstoli lubelski i sandomierski, który pozostał dziedzicem Bogucina do roku 1463. W 1440 r. Jan Długosz wymienia właściciela dóbr w Bogucinie wśród osób towarzyszących królowi Władysławowi Warneńczykowi w podróży do Budy. Według tego samego kronikarza, pod koniec XV w. funkcjonował w Bogucinie folwark, dysponujący 30 łanami kmiecymi.
Już w połowie XV w. Bogucin był wyróżniającą się wsią, o czym świadczy istnienie tu dworu szlacheckiego. W 1453 r. dokonano delimitacji, czyli regulacji granic pomiędzy Bogucinem, Garbowem, Ługowem i Księżycami, by następnie po 14 latach podzielić tę ostatnią z miejscowości pomiędzy władców Bogucina i Garbowa.  
Panowanie Szczekockich trwało aż do poł. XVII w. Wiele wskazuje na to, że to właśnie oni byli budowniczymi kolejnego dworu bogucińskiego, o sześciu izbach. Potem ich losy gubią się w losach innych rodzin władających dobrami w Bogucinie, Garbowie i okolicy. Są to głównie ziemiańskie rody Kossakowskich, Firlejów Broniewskich i Iżyckich. Za ich panowania bogucińskie dobra wypuszczano okresowo różnym, często spokrewnionym dzierżawcom – wśród nich znaleźli się m.in. Jan Głuski, Szymon Kawiecki, Stanisław Kłokocki, Daniel Kowalewski, Stanisław Szczucki, Stanisław Wyżycki.

### Bogucin w XIX wieku
W połowie XVII w. dobra Bogucin i Garbów znalazły się w dzierżawie Czartoryskich, a w 1875 r. obydwie wsie, rozwijające się dotąd równolegle, zostały sprzedane staroście tarnogórskiemu Michałowi Granowskiemu, postaci bardzo popularnej wśród miejscowej szlachty. 
Wraz z początkiem XIX w. nastąpiła utrata dotychczasowego statutu Bogucina, wówczas miejscowość przestała być siedzibą właścicieli dóbr ziemskich. Od tej pory pozostał tu tylko folwark, należący do dworu Garbowskiego. W roku 1819 Bogucin przejęli we władanie Jezierscy, właściciele Garbowa. To za ich panowania i przy ich udziale władze carskie wybudowały trakt bity z Lublina do Warszawy.
Według słownika geograficznego w r. 1827 w 29 domostwach mieszkało tu 240 mieszkańców.
W marcu 1863 r. rząd carski, dążąc do odciągnięcia ludności wiejskiej od powstania styczniowego, przeprowadził uwłaszczenie w Królestwie Polskim. Skorzystało z niego 37 bogucińskich włościan, którzy otrzymali na własność ponad 737 mórg ziem użytkowych, a ich wartość wyceniono na kwotę 5323 rubli. Lasy w Bogucinie stanowiły wówczas prawie 7,5% ogólnej powierzchni wsi. Zaraz potem (1867 r.) wieś zmieniła swoją przynależność terytorialną i została przeniesiona z powiatu lubartowskiego do powiatu nowoaleksandryjskiego (puławskiego).

### Bogucin w XX wieku
Zadłużone przez ostatniego z rodu Jezierskich majątek garbowski i folwark boguciński, w roku 1902 (lub 1903), w drodze licytacji trafiły do Bohdana Broniewskiego, późniejszego ministra przemysłu i handlu. Broniewscy sprawowali rządy do wybuchu II wojny światowej, a kolejny sukcesor rodu, Zygmunt, od listopada 1944 r. pełnił funkcję komendanta głównego Narodowych Sił Zbrojnych.
W międzyczasie, w wyniku masowej wycinki lasu i przepisania tytułu własności części gruntów dworskich (244 mórg) na miejscowych włościan, powstała kolonia Las Boguciński zwana potocznie Leśną Kolonią. Pod koniec lat dwudziestych XX w. rozpoczęła się komasacja (scalenie) gruntów, czyniąc największe w historii zmiany w układzie przestrzennym miejscowości. Utworzone zostały Pierwsza i Druga Kolonia oraz  Kolonia pod Ługowem.
Zimą 1941 r. niemiecki okupant pochował w tutejszym lasku, we wspólnej mogile, 27 bojowników o wolność ojczyzny, rozstrzelanych na lubelskim zamku. W listopadzie 1947 ich szczątki ekshumowano i przeniesiono do zbiorowej mogiły na cmentarzu przy ulicy Lipowej w Lublinie. 
9 lipca 1944 r., cofające się wojska okupanta dokonały pacyfikacji kolonii Las Boguciński. Spalono wtedy 13 gospodarstw i wymordowano 18 osób (w tym kilkoro dzieci). Był to odwet za zasadzkę partyzantów AK na patrol niemiecki. 
W latach 1975–1998 miejscowość administracyjnie należała do ówczesnego województwa lubelskiego.

## Edukacja, sport i kultura
- Szkoła Podstawowa im. Wandy Chotomskiej
- Filia Biblioteki Gminnej im. B. Pietraka
- Izba Regionalna
- Klub Sportowy BKS Bogucin (w sezonie 2023/2024 w klasie A w grupie Lublin II)[14][15]
- Koło Gospodyń Wiejskich
- Stowarzyszenie "Mój Bogucin"
- Dziecięcy Zespół Taneczny "BOGUTKI"

## Baza hotelowo-restauracyjna[16]
- Bistro Podolanka
- Dwór Bogucin
- Karczma Bida
- Hotel Biesiada
- Bar Katarzynka i Dom Weselny Katarzynka II
- Dom Weselny Kapama
- Motel Express

## Handel spożywczy[17]
- Groszek
- Lewiatan
- Nasz Sklep